# Epichernes
Genre
Epichernes est un genre de pseudoscorpions de la famille des Chernetidae.

## Distribution
Les espèces de ce genre se rencontrent au Mexique et au Costa Rica.

## Liste des espèces
Selon Pseudoscorpions of the World (version 3.0) :
- Epichernes aztecus Hentschel, 1982
- Epichernes guanacastensis Muchmore, 1993
- Epichernes navarroi Muchmore, 1991

et décrites depuis :
- Epichernes vickeryae Villegas-Guzmán, Chinchilla-Romero & Jhasser-Martínez, 2022

## Systématique et taxinomie
Ce genre a été décrit par Muchmore en 1982 dans les Chernetidae.

## Publication originale
- Muchmore & Hentschel, 1982 : « Epichernes aztecus, a new genus and species of pseudoscorpion from Mexico (Pseudoscorpionida, Chernetidae). » The Journal of Arachnology, vol. 10, no 1, p. 41-45 (texte intégral).